# Chajing

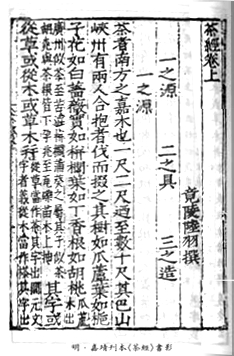
Strona z Księgi Herbaty

Księga Herbaty (chiń. upr. 茶经; chiń. trad. 茶經; pinyin Chájīng), autorstwa Lu Yu, literata z czasów dynastii Tang, pierwsze całościowe dzieło poświęcone historii, uprawie i piciu herbaty.
Za czasów tangowskich, picie herbaty upowszechniło się w całych Chinach i było ważnym elementem kultury, zwłaszcza warstw wyższych. Herbacie poświęcano też dzieła literackie np. Pieśń o piciu herbaty, autorstwa Lu Tonga.
Traktat Lu Yu to pierwsza rozprawa w całościowy sposób omawiająca zagadnienia związane z herbatą. Lu Yu przeanalizował pochodzenie herbaty i dzieła autorów, którzy wcześniej o niej pisali. Autor korzystał zarówno z wcześniejszych źródeł pisanych o herbacie, jak i własnych badań. Opisał rodzaje i właściwości liści herbacianych; rodzaje krzewów; sposoby uprawy, zbioru i przeróbki; metody parzenia i naczynia do tego używane. Lu Yu zwracał uwagę na jakość wody (znał też najlepsze źródła) i stworzył kryteria oceny dobrego naparu. Jako koneser, gardził natomiast popularnymi w jego czasach herbatami, mocno doprawianymi takimi domieszkami, jak cebula, mięta, solona fermentowana soja czy skórka pomarańczowa, które były m.in. sposobem na zamaskowanie słabego aromatu niskiej jakości liści.
Księga wymienia też obszary upraw; niewiele uwagi poświęca prowincjom Fujian i Guangdong, których herbaty są obecnie uważane za jedne z najlepszych, natomiast bardzo wysoko ocenia liście z Zhejiangu i Syczuanu.